# Joaquín F. Chicarro
General Brigido Martín Joaquín Guadalupe Fernández de la Vega-Chicarro Bernal (Ciudad de México, 8 de octubre de 1865-enero de 1919) fue un militar mexicano así como Gobernador de Querétaro, que participó como custodio de Francisco I. Madero y José María Pino Suárez en la Decena Trágica que culminó con su posterior asesinato.

## Biografía

### Primeros años
Nació en la Ciudad de México el 8 de octubre de 1865, hijo de Francisco de Paula Fernández de la Vega Chicarro Beltrán (1834-?) y de Dolores Arroyo-Bernal Botello (1845-1892). Fue bautizado el 10 de octubre de 1865, con los nombres de Brígido Martín Joaquín Guadalupe en la Parroquia de Santa Catarina virgen y Mártir.

### Rebelión de Canuto Neri (1893) y pacto con Huerta
El 17 de octubre de 1893 cobatió con los sublevados acaudillados del general Canuto A. Neri en el estado de Guerrero. Allí combatió hasta el 24 de diciembre del mismo año. Chicarro habría sido compañero de Victoriano Huerta en dicha campaña contra la rebelión, donde muy probablemente entabló amistad con él, y por esto quizá, fue designado para cuidar a Madero, asegurando a que el reo no tuviera contacto con el exterior. Al triunfar Huerta, ocupó cargos importantes en la Escuela Militar de Aspirantes, fue parte del Estado Mayor y fungió como Gobernador de Querétaro del 2 de octubre de 1913 al 14 de julio de 1914. En poco más de un año, logró ascender hasta general de brigada.